# 이슬람 카리모프
이슬람 아브두가니예비치 카리모프(러시아어: Исла́м Абдугани́евич Кари́мов, 문화어: 이슬람 까리모브, 1938년 1월 30일~2016년 9월 2일), 또는 이슬롬 압두가니예비치 카리모프(우즈베크어: Islom Abdugʻaniyevich Karimov, 우즈베크 키릴: Ислом Абдуғаниевич Каримов)는 우즈베키스탄의 정치인이다. 1991년 우즈베키스탄의 초대 대통령으로 취임해 2016년에 사망하기까지 우즈베키스탄의 대통령을 역임했다.
1989년부터 1991년까지 소련 우즈베키스탄 공산당의 마지막 제1서기를 지냈으며, 공산당이 우즈베키스탄 인민민주당(O‘zXDP)으로 재편된 후, 1996년까지 O‘zXDP를 이끌었다. 또한 1990년 3월 24일부터 1991년 9월 1일 우즈베키스탄 독립 선포 때까지 우즈베크 소비에트 사회주의 공화국의 주석을 역임했다.

## 생애

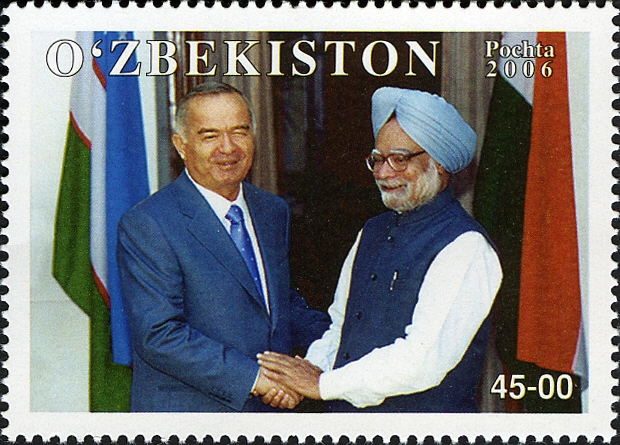
2006년에 발행된 카리모프와 인도 총리 만모한 싱의 모습이 실린 기념 우표

카리모프는 1938년 소련 우즈베크 소비에트 사회주의 공화국 사마르칸트에서 우즈베크인 공무원 부부의 아들로 태어났다. 1960년에 타슈셀마시(우즈베크어: Tashselmash) 공장의 노동자로 근무했으며 1964년에 우즈베키스탄 공산당에 입당했다. 1983년 우즈베크 소비에트 사회주의 공화국의 재무 장관을 지냈으며 1989년 6월에는 소련 우즈베키스탄 공산당 중앙위원회 제1서기로 선출되었다. 1990년부터 1991년까지 소련 공산당 중앙위원회 위원과 정치 위원, 제11기 소련 최고 회의 대의원을 지냈다.

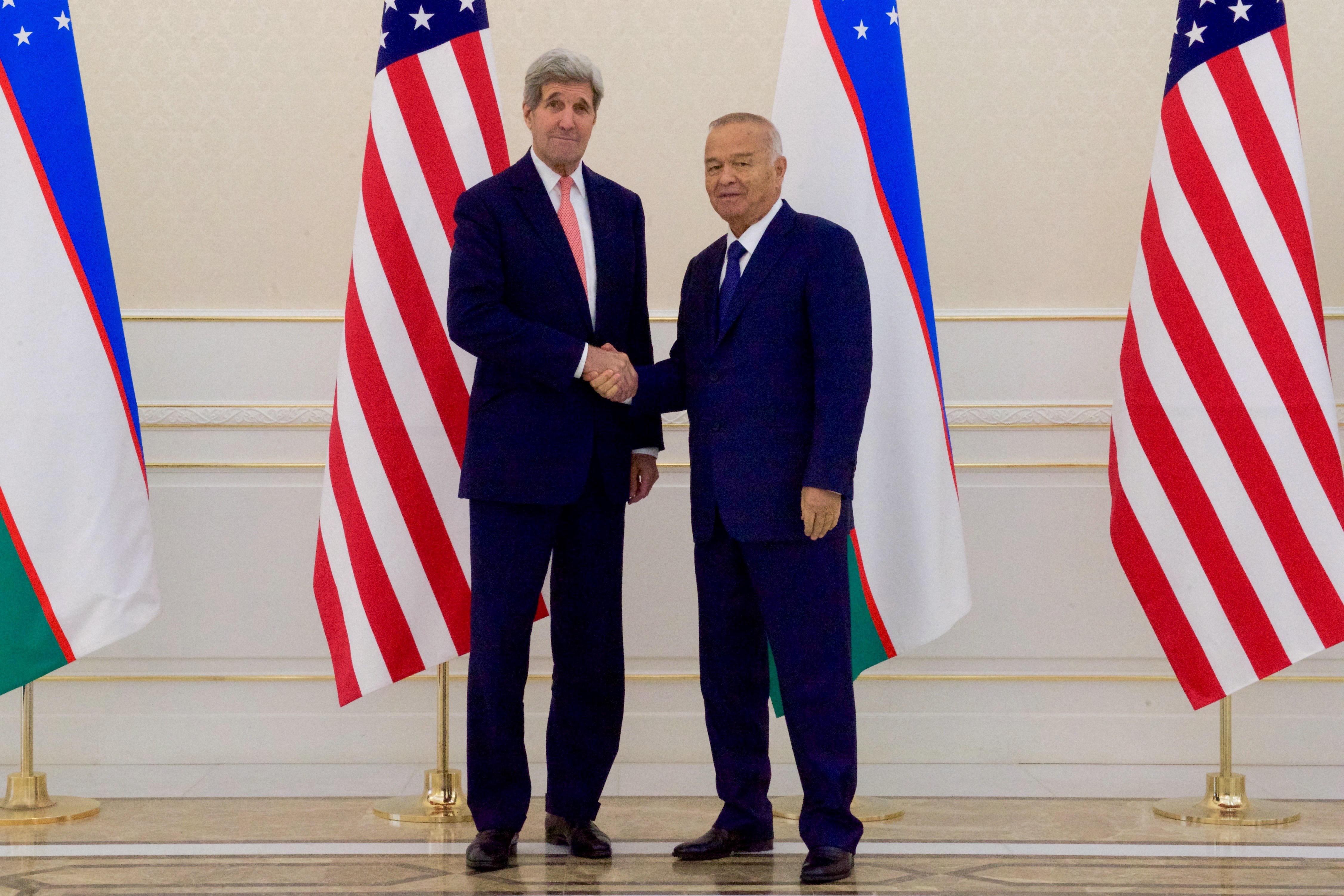
미국 국무장관 존 케리와 만나는 카리모프(2015년)

1990년 3월 24일 우즈베크 소비에트 사회주의 공화국 대통령으로 선출되었으며 소련이 붕괴된 이후 1991년 12월 29일에 실시된 대통령 선거에서 당선되었다. 1995년 3월 26일에 실시된 국민투표를 통해 자신의 임기를 2000년까지 연장했으며 2000년 1월 9일에 재임하는 데에 성공한다.

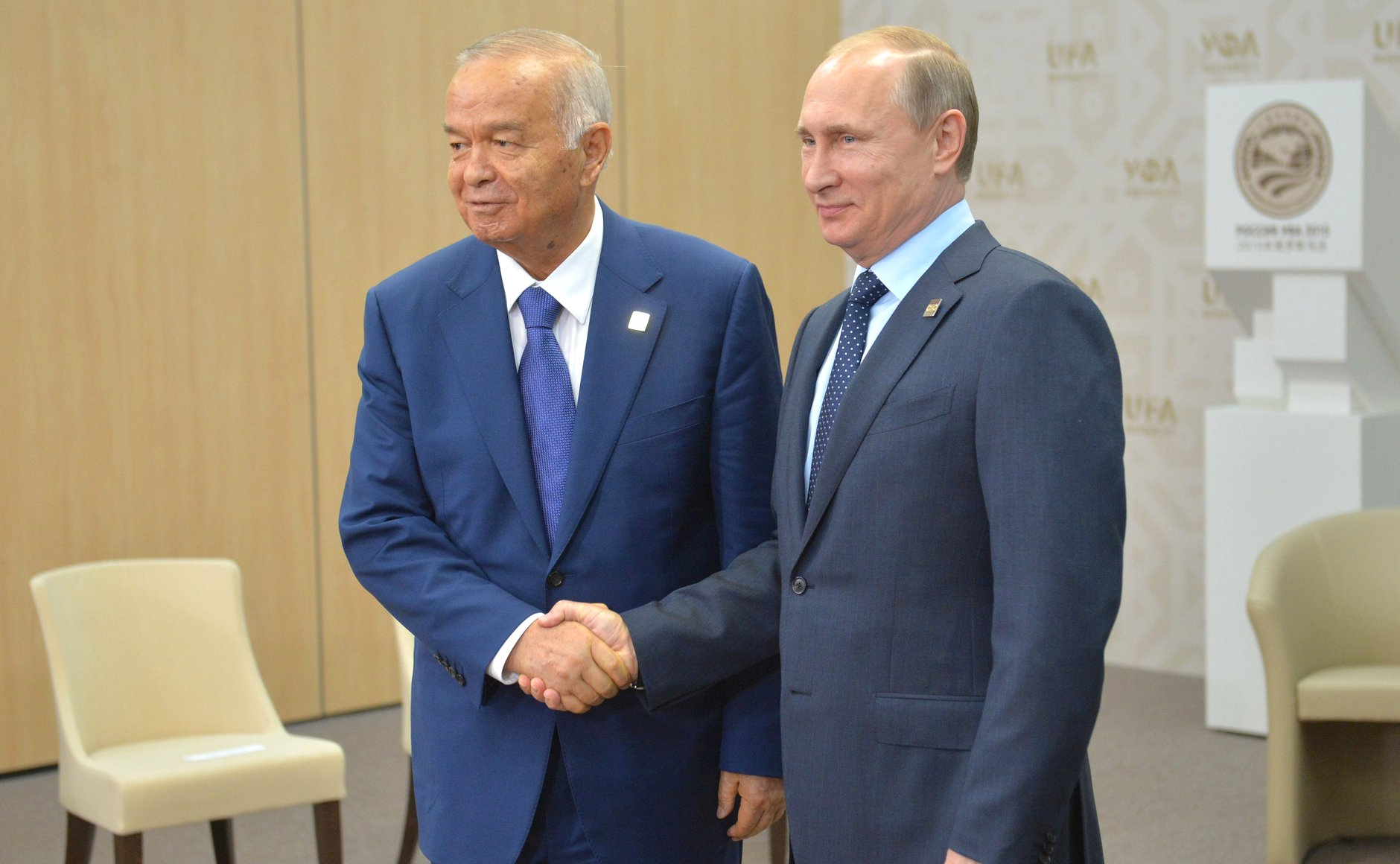
러시아 대통령 블라디미르 푸틴과 만나는 카리모프(2015년)

우즈베키스탄 헌법에는 대통령의 3선 연임을 금지하는 조항이 있었지만 그는 대통령 임기를 종신직으로 변경하여 자신이 평생 동안 대통령을 할 수 있도록 하였다. 2007년 12월 23일에 실시된 대통령 선거에서 압승, 3선 연임에 성공한다. 
카리모프는 1960년에 중앙아시아 공과대학교를 졸업했으며 1967년에타슈켄트 인민 경제 대학교를 졸업했다. 우즈베키스탄 과학 아카데미 회원 가운데 한 사람이기도 하다.
그는 슬하에 2명의 딸과 3명의 아들을 두고 있으며 독서와 테니스가 취미이다. 인권 탄압 및 학살로 국제 사회 특히 미국에서 비판받았으나 철권 통치로 인해 이란, 아프가니스탄과 달리 이슬람 극단주의의 유행에서부터 우즈베키스탄을 안전한 국가로 만들었다는 평도 있다.

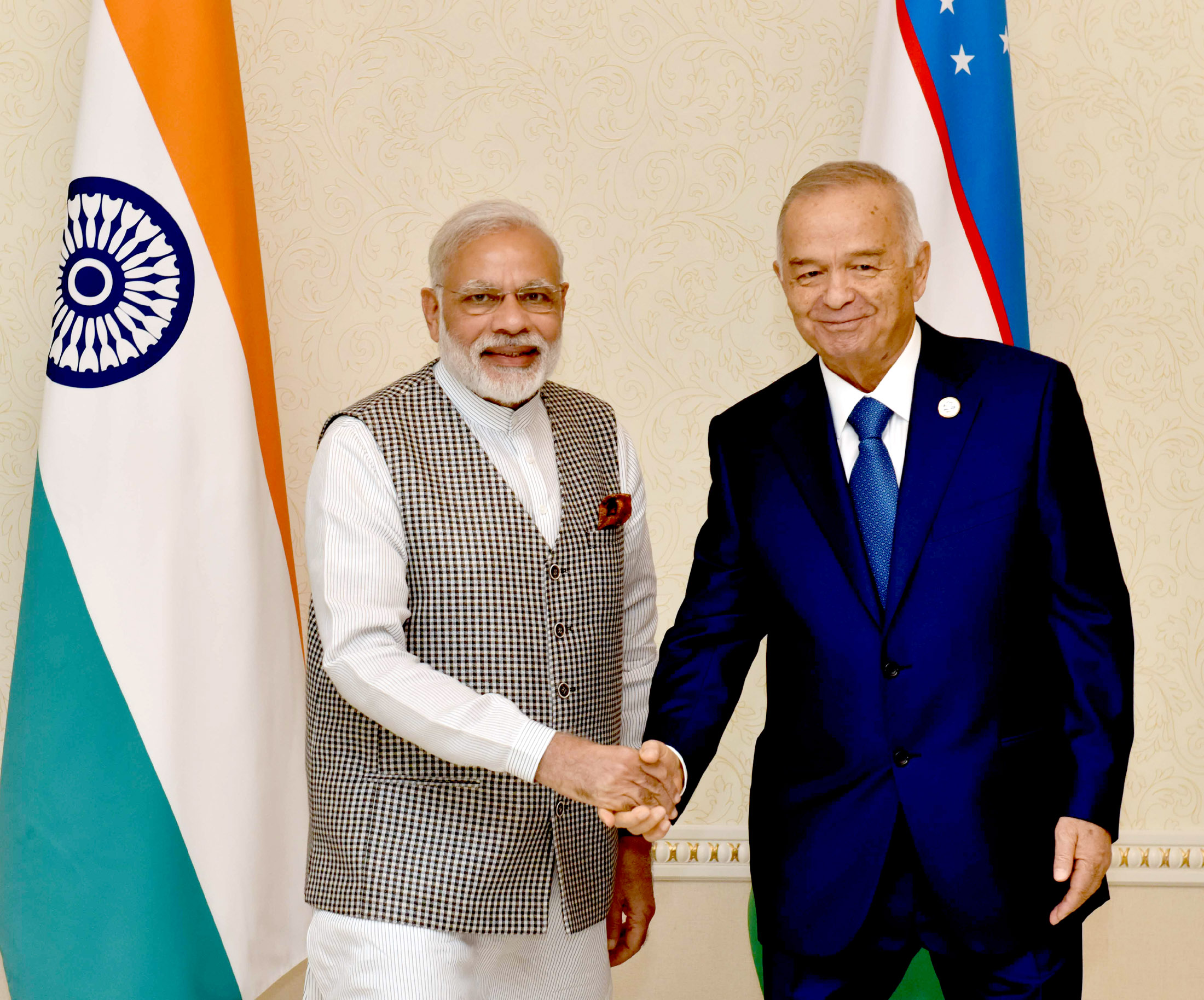
2016년 6월 타슈켄트에서 열린 우즈베키스탄-인도 정상 회담 당시 인도 총리 나렌드라 모디와 악수하는 카리모프

### 비판과 존경
이슬람 카리모프에 대한 평은 극단적으로 두개로 나뉜다. 서방세계의 민주국가에서는 이슬람 카리모프는 정치범들에게 가해지는 투옥과 잔혹한 고문으로 악명높다. 국제인권단체 휴먼라이트 워치는 2014년 9월 26일 '우즈베키스탄 정치범 실태' 보고서에서 정치범들이 말로 표현할 수 없는 학대를 받고 있다고 주장하였다.
하지만 이슬람운동(IMU)라는 이슬람급진주의들의 테러를 사전에 차단하고 사회를 안정시키며 우즈베키스탄을 유럽국가 못지않은 안전한 국가로 만들었다는 평가도 존재한다.
카리모프는 독재 시절 스스로 3선 연임을 금지한 헌법을 고쳐 자신의 종신 집권을 가능케 하였다.
2005년 5월 13일 안디잔에서 이슬람운동(IMU)이 주도하는 [이슬람급진주의성향을 가지고 있다고 평가된다] 정권에 반대하는 시위가 일어나 1만명에 달하는 군중이 운집하자 카리모프는 군 병력을 투입하여 많은 사람들을 학살하였다. 주민들과 국제인권단체의 주장에 따르면 사상자 수는 수백명에서 2천5백명까지 달하는 것으로 추정되나 정부 발표는 겨우 187명에 불과하다.
현재는 많은 군사독재의 법들이 폐지되었고 이슬람 카리모프의 장녀인 굴노라 카리모바는 부패 혐의로 수감중에 있다.

### 사망

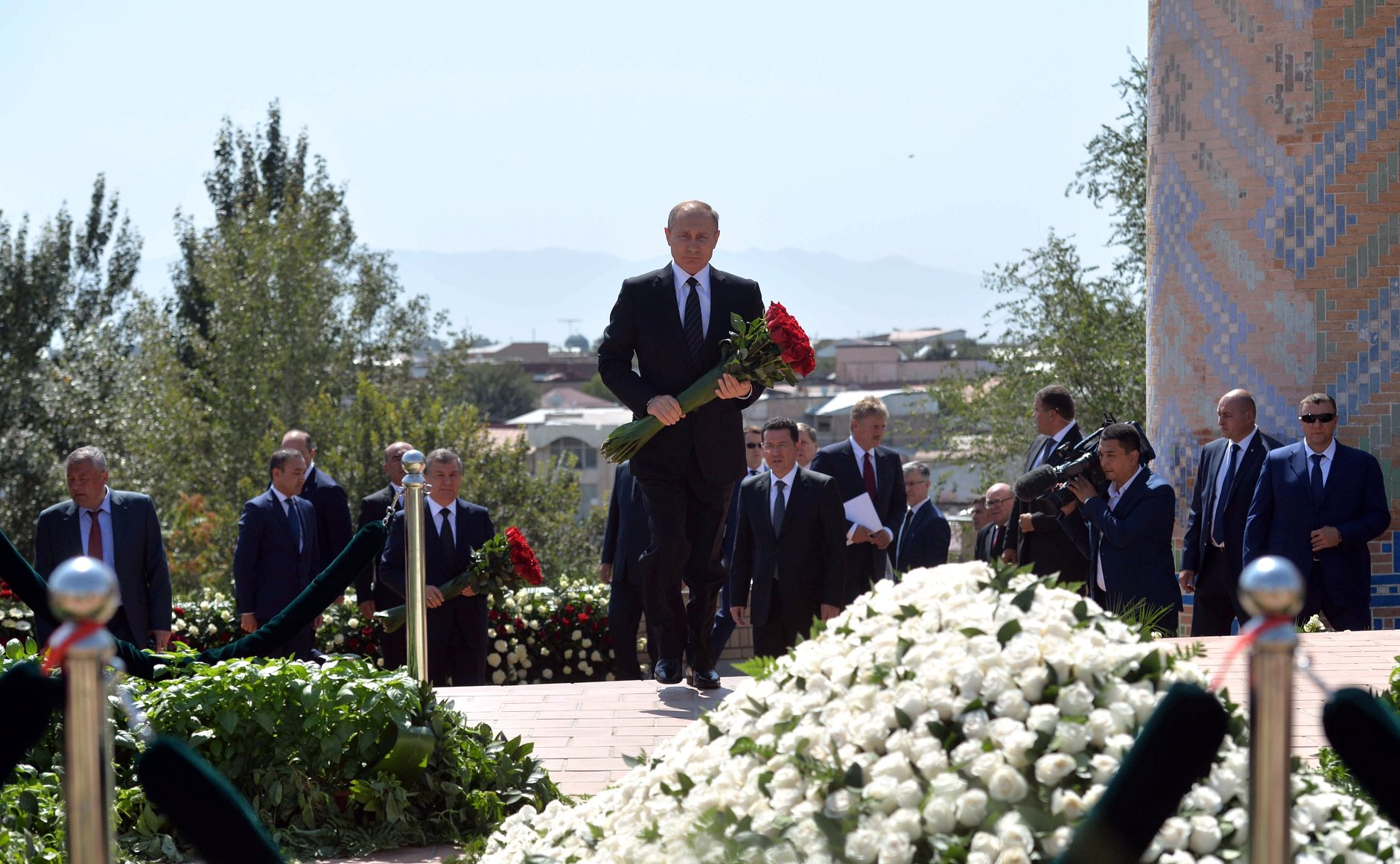
카리모프의 묘에 헌화하는 러시아 대통령 블라디미르 푸틴(2016년)

현지 시각 기준으로 2016년 9월 2일 25년 동안 재임했던 카리모프 대통령이 타슈켄트에서 뇌출혈로 인해 향년 78세를 일기로 사망하였다. 정부는 이날 성명을 통해 "심한 병고 끝에 위대한 국가 지도자이자 정치 활동가인 카리모프 대통령이 서거했다"고 밝혔다. 이날 장례식에는 중앙아시아 국가와 한국,중국,아프가니스탄등 조문단 파견하였으며, 카리모프 대통령의 고향인 사마르칸트주에 안장되었다.
9월 6일에 러시아 대통령 블라디미르 푸틴 이 사마르칸트에 있는 카리모프의 묘지에 방문하여 마지막 작별 인사 했으며, 9월 12일 이웃국가 정상이자 자신의 동료인 누르술탄 나자르바예프 카자흐스탄 대통령이 묘지에 방문하여 마지막 작별인사를 고했으며, 카리모프 가족에 깊은 애도를 표했다. 이후에 10월 6일 알렉산드르 루카셴코 벨라루스 대통령 12월 24일 알마즈베크 아탐바예프 키르기스스탄 대통령이 묘지에 참배하여 고인의 명복을 빌었다.

### 추모비 제막
2017년 3월 우즈베키스탄 국경과 맞대어 있는 투르크메니스탄에 위치한 튀르크메나바트에 카리모프 대통령의 추모비를 세웠다. 제막식에 구르반굴리 베르디무하메도프 투르크메니스탄 대통령과 샤브카트 미르지요예프 대통령이 참석하여 우즈베키스탄의 첫번째 지도자에 대한 넋을 기리며 우즈베키스탄 민족과 투르크메니스탄 민족의 통합을 강조하였다.
2018년 10월 러시아 모스크바에 카리모프 추모공원을 준공했다.

## 역대 선거 결과
| 선거명      | 직책명                | 대수 | 정당                    | 득표율 | 득표수       | 결과 | 당락 |
| ----------- | --------------------- | ---- | ----------------------- | ------ | ------------ | ---- | ---- |
| 1991년 선거 | 우즈베키스탄의 대통령 | 1대  | 우즈베키스탄 인민민주당 | 87.1%  | 8,514,136표  | 1위  |      |
| 2000년 선거 | 우즈베키스탄의 대통령 | 1대  | 우즈베키스탄 인민민주당 | 95.7%  | 11,147,621표 | 1위  |      |
| 2007년 선거 | 우즈베키스탄의 대통령 | 1대  | 우즈베키스탄 자유민주당 | 90.76% | 13,008,357표 | 1위  |      |
| 2015년 선거 | 우즈베키스탄의 대통령 | 1대  | 우즈베키스탄 자유민주당 | 90.39% | 17,122,597표 | 1위  |      |

## 수상

### 수훈
- 노동적기훈장(1981년 6월 12일)
- 인민우호훈장(1988년 1월 29일)
- 우즈베키스탄 영웅(1994년 5월 5일)
- 독립 훈장(1994년 5월 5일)
- 아미르 테무르 훈장(1997년 12월 26일)
- 경식기사대십자 이탈리아 공화국 공로장(1997년 5월 2일)
- 황금 독수리 훈장(1997년 6월)
- 무궁화대훈장(1995년 2월 16일)